# Тшементово
Тшементово (пол. Trzemiętowo, нім. Haltenau) — село в Польщі, у гміні Сіценко Бидґозького повіту Куявсько-Поморського воєводства.
Населення — 436 осіб (2011).
У 1975-1998 роках село належало до Бидгощського воєводства.

## Демографія
Демографічна структура станом на 31 березня 2011 року:
|          | Загалом | Допрацездатний вік | Працездатний вік | Постпрацездатний вік |
| -------- | ------- | ------------------ | ---------------- | -------------------- |
| Чоловіки | 235     | 72                 | 144              | 19                   |
| Жінки    | 201     | 56                 | 115              | 30                   |
| Разом    | 436     | 128                | 259              | 49                   |